# Selenito de sodio
El selenito de sodio es un compuesto químico. Su fórmula química es Na2SeO3. Contiene iones de sodio y selenito.

## Propiedades
El selenito de sodio es un sólido blanco. Se disuelve en agua. Es un agente oxidante débil. Reacciona con ácidos para producir ácido selenoso. Puede ser oxidado por poderosos agentes oxidantes para hacer selenato de sodio.

## Preparación
Se obtiene reaccionando hidróxido de sodio con dióxido de selenio.
2 NaOH + SeO2 → Na2SeO3 + H2O

## Usos
El selenito sódico se utiliza para agregar un color rosado al vidrio. También se utiliza en algunos suplementos vitamínicos.

## Seguridad
Comer más de una pequeña cantidad daría envenenamiento por selenio.